# Gebrayelichthys
Gebrayelichthys ist eine ausgestorbener Knochenfischgattung aus der Ordnung der Pycnodontiformes. Fossilien der Gattung wurden in Plattenkalken des Libanongebirges gefunden und auf das Cenomanium (mittlere Kreidezeit) datiert. Die Gattung wurde anhand von vier Typusexemplaren beschrieben, das Foto eines fünften Fossils wurde als Kuriosität im spanischen Ableger der populärwissenschaftliche Zeitschrift P.M. Magazin (MUY INTERESANTE) veröffentlicht. Fossilien der Gattung sind selten. Bisher wurden zwei Arten beschrieben, Gebrayelichthys  uyenoi und G. vexillarius.

## Merkmale
Gebrayelichthys war seitlich stark abgeflacht. Die Körperhöhe betrug das 1,8 bis 2fache der Körperlänge. Dabei machten Kopf und Rumpf jeweils die Hälfte der Gesamtlänge aus. Der Schädel entsprach dem anderer Pycnodontiformes. Die Orbita befanden sich weit oben unter dem gebogenen Kopfprofil, die Schnauze war lang und nach unten gerichtet. Auf dem Pflugscharbein fanden sich einige zugespitzte Zähne. Die Anatomie des Unterkiefers ist mangels Erhaltung unbekannt. 
Hinter dem Schädel befand sich ein hoher Knochenmast, der einen schmalen, hohen Rückenkamm stützte. Auf dem gesamten fleischigen Teil des Rückenkamms fanden sich Flossenträger (Pterygiophoren) einer Rückenflosse. Unmittelbar hinter dem Unterkiefer begann ein tiefer, seitlich abgeflachter Bauchkiel, der ebenfalls vorn durch einen dicken, knöchernen Stiel gestützt wurde und seitlich von Knochenplatten bedeckt war. Der Bauchkiel reichte genau so weit wie der Rückenkamm. Die Hinterkante des Bauchkiels wurde von plattenförmigen Schuppen geschützt, die jeweils einen kurzen, dicken Stachel hatten. Der größte Teil der Eingeweide lag im Bauchkiel. Am vorderen Teil des Bauchkiels lag die auffällige Kloake. Die Bauchflossen standen an der Vorderkante des Bauchkiels, die Brustflossen etwa zwei Drittel des Weges nach oben auf dem Bauchkiel. Eine Schwanzflosse ist bei keinem Fossil erhalten. In der Wirbelsäule besteht weiterhin eine Chorda dorsalis. Die Schuppen sind klein und auf die Körperachse und die Basis des Rückenkamms beschränkt. 
Gebrayelichthys war wahrscheinlich ein pelagisch lebender Fisch, der sich von Plankton und kleinen nektonischen Tieren ernährte.